# Ниджат Мамедов
Ниджат Мамедов (на азер.: Nicat Məmmədov) е азербайджански шахматист, гросмайстор.

## Кариера
През 1999 г. Мамедов става шампион при момчетата до 14 години на европейското първенство в Гърция, оставяйки на второ място поставения под номер едно и негов сънародник Вугар Гашимов.
През 2007 г. спечелва единайдесетия „OIBM“ турнир, проведен в германския град Бад Визе.
През 2008 г. поделя първо място на турнира в Хейстингс с Вадим Малахатко (Беларус) и Валерий Неверов (Украйна). Тримата шахматисти събират 7,5/10 т. и си поделят паричната награда от 5000 паунда.
Участва само на една шахматна олимпиада. През 2000 г. в Истанбул се състезава като втора резерва и изиграва пет партии. Приключва участието си с 50 процента успеваемост след 2 победи, реми и две загуби.